# Gongsun Yue
Jeune frère de Gongsun Zan (? - hiver 191). En l’an 191, à la suite de l’éclatement de la coalition anti-Dong Zhuo, Yuan Shao s’empara de la province de Ji grâce à une ruse impliquant Gongsun Zan et dans laquelle il lui offrit de diviser les terres entre eux. Or, Gongsun Yue fut envoyé par son frère comme ambassadeur auprès de Yuan Shao pour réclamer la portion des terres promises. Après sa rencontre avec Yuan Shao, il retourna à Beiping et sur sa route, fut attaqué par un groupe de soldats prônant être des supporters de Dong Zhuo, mais qui en fait, étaient sous la commande de Yuan Shao. Atteint d’une salve de flèches, il mourut et la nouvelle de sa mort fut rapidement transmise à Gongsun Zan, qui répondit en déclarant la guerre à Yuan Shao.
D’autre part, des récits historiques relatent que Gongsun Yue aurait été envoyé aider Yuan Shu dans sa lutte contre Yuan Shao. Il aurait donc périt au combat à Yangcheng, alors qu’à la tête d’un millier de cavaleries et aux côtés de Sun Jian, il combattit Zhou Ang, Inspecteur de la province de Yu nommé par Yuan Shao.